# Lacistemataceae
Famille
Classification APG III (2009)
Les Lacistemataceae (les Lacistématacées) sont famille de plantes à fleurs dicotylédones de l'ordre des Malpighiales. Elle comprend environ 15 espèces réparties en 2 genres.
Ce sont des petits arbres ou des arbustes sempervirents, à feuilles alternes, des régions tropicales, originaires d'Amérique centrale, d'Amérique du Sud et des Caraïbes.

## Étymologie
Le nom vient du genre type Lacistema composé des mots latin lacis, déchirure, et grec στεμα / stema, couronne, bandelette, (latin stamen, étamine), en référence aux étamines profondément fendues.

## Classification
Cette famille est parfois incluse dans celle des Flacourtiaceae.
La classification phylogénétique la situe dans l'ordre des Malpighiales.

## Liste des genres
Selon Angiosperm Phylogeny Website (11 décembre 2016), NCBI (11 décembre 2016) et DELTA Angio (11 décembre 2016) :
- genre Lacistema (en) Sw.
- genre Lozania (en) S.Mutis ex Caldas

## Liste des espèces
Selon NCBI (11 décembre 2016) :
- genre Lacistema
  - Lacistema aggregatum
  - Lacistema grandifolium
  - Lacistema nena
  - Lacistema robustum
- genre Lozania
  - Lozania pittieri